# Promozione Lombardia 1974-1975
Nella stagione 1974-1975 la Promozione era il quinto livello del calcio italiano (il massimo livello regionale). Qui vi sono le statistiche relative al campionato in Lombardia.
Il campionato è strutturato in vari gironi all'italiana su base regionale, gestiti dai Comitati Regionali di competenza. Promozioni alla categoria superiore e retrocessioni in quella inferiore non erano sempre omogenee; erano quantificate all'inizio del campionato dal Comitato Regionale secondo le direttive stabilite dalla Lega Nazionale Dilettanti, ma flessibili, in relazione al numero delle società retrocesse dalla Serie D
e perciò, a seconda delle varie situazioni regionali, la fine del campionato poteva avere degli spareggi sia di promozione che di retrocessione.
Alla compilazione dei quadri stagionali il C.R.L. ammise a completamento degli organici le seguenti società:
- A.S. ROBBIO di Robbio (PV) (perdente spareggio e 10º classificato del girone C di Promozione);
- A.C. ABBIATEGRASSO di Abbiategrasso (MI) (2º classificato del girone E di 1.a Categoria);
- A.C. VERDELLO di Verdello (BG) (2º classificato del girone H di 1.a Categoria);

Gli organici furono compilati tenendo conto delle seguenti squadre retrocesse dalla Serie D:
- A.C. PAVIA di Pavia (PV), 16º classificato nel girone B della Serie D.
- C.S. TREVIGLIESE di Treviglio (BG), 17º classificato nel girone B della Serie D.

e delle seguenti squadre promosse dal campionato di 1.a Categoria:
- Girone A: A.C. CARPENEDOLO;
- Girone B: A.C. PRO PALAZZOLO;
- Girone C: U.S. CHIAVENNESE;
- Girone D: F.C. ANGLERIA (si fonde con U.S. Angerese = Angera Calcio);
- Girone E: U.S. MORTARA;
- Girone F: U.S. SORESINESE;
- Girone G: U.S. INVERUNO;
- Girone H: S.S. TRITIUM;
- Girone I: A.C. MUGGIO;

mentre la A.C. ARDITA COMO rinuncia a disputare la Promozione e si iscrive alla 1.a Categoria.
- Nota bene: fusioni:
- A.C. Pro Piacenza e F.C. Sisalsantos entrambe di Piacenza = A.C. Pro Piacenza 1919 di Piacenza.
- S.C. Desio e U.S. Aurora Brollo 1922 in Aurora Brollo S.C. Desio.

Regolamento campionato:
- Le squadre (48) furono suddivise in 3 gironi di 16 squadre.
- La vincente di ogni girone è ammessa agli spareggi: le prime 2 sono promosse in Serie D.
- Le ultime 3 di ogni girone retrocedono in 1.a Categoria Regionale.

## Girone A

### Squadre partecipanti
| Club                     | Città               |
| ------------------------ | ------------------- |
| A.C. Abbiategrasso       | Abbiategrasso (MI)  |
| A.C. Angera Calcio       | Angera (VA)         |
| Aurora Brollo S.C. Desio | Desio (MI)          |
| U.S. Besozzo             | Besozzo (VA)        |
| U.S. Caratese            | Carate Brianza (MI) |
| U.S. Casatese            | Casatenovo (CO)     |
| U.S. Chiavennese         | Chiavenna (SO)      |
| S.G. Gallaratese         | Gallarate (VA)      |
| U.S. Inveruno            | Inveruno (MI)       |
| A.C. Limbiatese          | Limbiate (MI)       |
| A.C. Muggiò              | Muggiò (MI)         |
| U.S. Morbegnese          | Morbegno (SO)       |
| S.S. Pro Lissone         | Lissone (MI)        |
| S.C. Rovellasca 1910     | Rovellasca (CO)     |
| F.B.C. Saronno           | Saronno (VA)        |
| A.S. Viggiù              | Viggiù (VA)         |

### Classifica finale
|  | Pos. | Squadra             | Pt  | G   | V   | N   | P   | GF  | GS  | DR  |
|  | ---- | ------------------- | --- | --- | --- | --- | --- | --- | --- | --- |
|  | 1.   | Caratese            | 41  | 30  | 15  | 11  | 4   | 36  | 18  | +18 |
|  | 2.   | Aurora Brollo Desio | 37  | 30  | 12  | 13  | 5   | 47  | 34  | +13 |
|  | 3.   | Besozzo             | 36  | 30  | 14  | 8   | 8   | 48  | 30  | +18 |
|  | 4.   | Gallaratese         | 35  | 30  | 11  | 13  | 6   | 35  | 29  | +6  |
|  | 5.   | Pro Lissone         | 34  | 30  | 11  | 12  | 7   | 26  | 22  | +4  |
|  | 5.   | Angera Calcio       | 34  | 30  | 11  | 12  | 7   | 31  | 28  | +3  |
|  | 7.   | Casatese            | 32  | 30  | 12  | 8   | 10  | 33  | 23  | +10 |
|  | 7.   | Saronno             | 32  | 30  | 10  | 12  | 8   | 23  | 23  | 0   |
|  | 9.   | Chiavennese         | 28  | 30  | 9   | 10  | 11  | 31  | 31  | 0   |
|  | 9.   | Rovellasca          | 28  | 30  | 8   | 12  | 10  | 28  | 31  | -3  |
|  | 9.   | Muggiò              | 28  | 30  | 11  | 6   | 13  | 40  | 46  | -6  |
|  | 12.  | Viggiù Rifiorente   | 27  | 30  | 7   | 13  | 10  | 43  | 39  | +4  |
|  | 13.  | Abbiategrasso       | 25  | 30  | 7   | 11  | 12  | 35  | 42  | -7  |
|  | 14.  | Limbiate            | 25  | 30  | 6   | 13  | 11  | 31  | 44  | -13 |
|  | 15.  | Morbegnese          | 22  | 30  | 6   | 10  | 14  | 24  | 41  | -17 |
|  | 16.  | Inveruno            | 16  | 30  | 2   | 12  | 16  | 24  | 54  | -30 |
|  |      |                     | 480 | 480 | 152 | 176 | 152 | 535 | 535 | 0   |

Legenda:
      Ammesso agli spareggi per la promozione in Serie D.
      Retrocesso in Prima Categoria 1975-1976.
Regolamento:
Due punti a vittoria, uno a pareggio, zero a sconfitta.
A pari punti era in vigore il pari merito.
Differenza reti generale per stabilire le retrocessioni in caso di pari punti.

## Girone B

### Squadre partecipanti
| Club                  | Città                     |
| --------------------- | ------------------------- |
| Pol. Albinese         | Albino (BG)               |
| A.C. Carpenedolo      | Carpenedolo (BS)          |
| F.C. Cassano 1966     | Cassano d'Adda (MI)       |
| U.S. Cisanese         | Cisano Bergamasco (BG)    |
| U.S. Darfo Boario     | Darfo Boario Terme (BS)   |
| G.S. Falck Vobarno    | Vobarno (BS)              |
| A.C. Lumezzane        | Lumezzane (BS)            |
| A.S.C. Nave           | Nave (BS)                 |
| U.S. Ponte San Pietro | Ponte San Pietro (BG)     |
| A.C. Pro Palazzolo    | Palazzolo sull'Oglio (BS) |
| A.C. Sebinia          | Lovere (BS)               |
| U.S. Stezzanese       | Stezzano (BG)             |
| C.S. Trevigliese      | Treviglio (BG)            |
| S.S. Tritium          | Trezzo sull'Adda (MI)     |
| A.C. Verdello         | Verdello (BG)             |
| U.S. Villanovese      | Villanuova sul Clisi (BS) |

### Classifica finale
|  | Pos. | Squadra          | Pt  | G   | V   | N   | P   | GF  | GS  | DR  |
|  | ---- | ---------------- | --- | --- | --- | --- | --- | --- | --- | --- |
|  | 1.   | Trevigliese      | 42  | 30  | 16  | 10  | 4   | 46  | 26  | +20 |
|  | 2.   | Falck Vobarno    | 38  | 30  | 11  | 16  | 3   | 37  | 17  | +20 |
|  | 3.   | Tritium          | 36  | 30  | 11  | 14  | 5   | 31  | 27  | +18 |
|  | 4.   | Villanovese      | 35  | 30  | 12  | 11  | 7   | 37  | 29  | +8  |
|  | 5.   | Verdello         | 34  | 30  | 12  | 10  | 8   | 41  | 34  | +7  |
|  | 6.   | Lumezzane        | 32  | 30  | 11  | 10  | 9   | 32  | 26  | +6  |
|  | 7.   | Darfo Boario     | 31  | 30  | 9   | 13  | 8   | 40  | 32  | +8  |
|  | 8.   | Albinese         | 30  | 30  | 7   | 16  | 7   | 26  | 26  | 0   |
|  | 8.   | Carpenedolo      | 30  | 30  | 11  | 8   | 11  | 27  | 33  | -6  |
|  | 10.  | Cisanese         | 29  | 30  | 8   | 13  | 9   | 21  | 27  | -6  |
|  | 11.  | Stezzanese       | 28  | 30  | 10  | 8   | 12  | 41  | 36  | +5  |
|  | 12.  | Pro Palazzolo    | 27  | 30  | 8   | 11  | 11  | 26  | 39  | -13 |
|  | 13.  | Cassano 1966     | 24  | 30  | 5   | 14  | 11  | 27  | 29  | -2  |
|  | 14.  | Sebinia (-3)     | 23  | 30  | 11  | 4   | 15  | 37  | 41  | -4  |
|  | 15.  | Ponte San Pietro | 21  | 30  | 7   | 7   | 16  | 35  | 46  | -11 |
|  | 16.  | Nave             | 17  | 30  | 2   | 13  | 15  | 23  | 59  | -36 |
|  |      |                  | 477 | 480 | 151 | 178 | 151 | 527 | 527 | 0   |

Legenda:
      Ammesso agli spareggi per la promozione in Serie D.
      Retrocesso in Prima Categoria 1975-1976.
Regolamento:
Due punti a vittoria, uno a pareggio, zero a sconfitta.
A pari punti era in vigore il pari merito.
Differenza reti generale per stabilire le retrocessioni in caso di pari punti.
Note:
La Sebinia è penalizzata di 3 punti per delibera della Commissione Disciplinare (denuncia Ufficio Inchiesta) con c.u. n. 42.

## Girone C

### Squadre partecipanti
| Club                | Città                         |
| ------------------- | ----------------------------- |
| F.C. Casteggio 1898 | Casteggio (PV)                |
| A.C. Castellana     | Castel San Giovanni (PC)      |
| A.C. Castelleonese  | Castelleone (CR)              |
| A.C. Castelnuovese  | Castelnuovo Bocca d'Adda (Mi) |
| U.S. Concordia      | Vigevano (PV)                 |
| U.S. Fiorenzuola    | Fiorenzuola d'Arda (PC)       |
| S.S. Leoncelli      | Vescovato (Italia) (CR)       |
| Pol. Medese         | Mede (PV)                     |
| U.S. Melegnanese    | Melegnano (MI)                |
| U.S. Mortara        | Mortara (PV)                  |
| A.C. Pavia          | Pavia (PV)                    |
| A.S. Pizzighettone  | Pizzighettone (CR)            |
| U.S. Pontolliese    | Ponte dell'Olio (PC)          |
| A.S. Robbio         | Robbio (PV)                   |
| G.S. Sannazzarese   | Sannazzaro de' Burgondi (PV)  |
| U.S. Soresinese     | Soresina (CR)                 |

### Classifica finale
|  | Pos. | Squadra            | Pt  | G   | V   | N   | P   | GF  | GS  | DR  |
|  | ---- | ------------------ | --- | --- | --- | --- | --- | --- | --- | --- |
|  | 1.   | Medese             | 45  | 30  | 20  | 5   | 5   | 50  | 26  | +24 |
|  | 2.   | Soresinese         | 43  | 30  | 18  | 7   | 5   | 52  | 27  | +25 |
|  | 3.   | Casteggio 1898     | 42  | 30  | 16  | 10  | 4   | 49  | 22  | +27 |
|  | 4.   | Pontolliese        | 35  | 30  | 11  | 13  | 6   | 28  | 20  | +8  |
|  | 5.   | Robbio             | 34  | 30  | 8   | 18  | 4   | 29  | 19  | +10 |
|  | 6.   | Pavia              | 33  | 30  | 12  | 9   | 9   | 34  | 28  | +6  |
|  | 7.   | Melegnanese        | 30  | 30  | 11  | 8   | 11  | 45  | 43  | +2  |
|  | 8.   | Leoncelli          | 29  | 30  | 11  | 7   | 12  | 33  | 41  | -8  |
|  | 9.   | Fiorenzuola        | 28  | 30  | 9   | 10  | 11  | 26  | 26  | 0   |
|  | 9.   | Sannazzarese       | 28  | 30  | 8   | 12  | 10  | 22  | 31  | -9  |
|  | 11.  | Castelnuovese (-1) | 27  | 30  | 8   | 12  | 10  | 23  | 30  | -7  |
|  | 12.  | Castelleonese      | 25  | 30  | 6   | 13  | 11  | 26  | 29  | -3  |
|  | 13.  | Mortara            | 24  | 30  | 6   | 12  | 12  | 28  | 36  | -8  |
|  | 14.  | Castellana         | 22  | 30  | 7   | 8   | 15  | 26  | 39  | -13 |
|  | 14.  | Concordia          | 22  | 30  | 7   | 8   | 15  | 26  | 47  | -21 |
|  | 16.  | Pizzighettone      | 12  | 30  | 2   | 8   | 20  | 22  | 55  | -33 |
|  |      |                    | 479 | 480 | 160 | 160 | 160 | 519 | 519 | 0   |

Legenda:
      Ammesso agli spareggi per la promozione in Serie D.
      Retrocesso in Prima Categoria 1975-1976.
Regolamento:
Due punti a vittoria, uno a pareggio, zero a sconfitta.
A pari punti era in vigore il pari merito.
Differenza reti generale per stabilire le retrocessioni in caso di pari punti.
Note:
La Castelnuovese è penalizzata di 1 punto per 1 rinuncia.

## Spareggi promozione
Ogni squadra ha giocato una volta sul proprio campo:
|             | Spareggi |             | Città e data                  |  |
| ----------- | -------- | ----------- | ----------------------------- |  |
| Trevigliese | 2-2      | Medese      | Treviglio, 1º giugno 1975     |  |
|             |          |             |                               |  |
| Caratese    | 0-1      | Trevigliese | Carate Brianza, 8 giugno 1975 |  |
|             |          |             |                               |  |
| Medese      | 0-1      | Caratese    | Mede, 15 giugno 1975          |  |
|             |          |             |                               |  |

### Classifica finale
|  | Pos. | Squadra     | Pt | G | V | N | P | GF | GS | DR |
|  | ---- | ----------- | -- | - | - | - | - | -- | -- | -- |
|  | 1.   | Trevigliese | 3  | 2 | 1 | 1 | 0 | 3  | 2  | +1 |
|  | 2.   | Caratese    | 2  | 2 | 1 | 0 | 1 | 1  | 1  | 0  |
|  | 3.   | Medese      | 1  | 2 | 0 | 1 | 1 | 2  | 3  | -1 |

Legenda:
      Promosso in Serie D.
Regolamento:
Due punti a vittoria, uno a pareggio, zero a sconfitta.